# Абу-Тартур
Абу-Тартур — фосфоритовое месторождение в Египте. Открыто в 1958 году.
Расположено в оазисе Дахла (Западная пустыня) на площади около 20 000 км².
Было открыто в 1958 году. С 1977 года его детальной разведкой занимается египетская компания «General Organisation for Mining».
Промышленный пласт с содержанием оксида фосфора 25,3 % имеет толщину от 2 до 10 метров и состоит из фосфоритов зернистого типа с размером зерна менее 0,5 мм.
Разведанные запасы оцениваются в 987,8 млн. т.